# Miguel Mellado Suazo
Miguel Alejandro Mellado Suazo (Temuco, 29 de diciembre de 1958) es un ingeniero comercial y político chileno del partido Renovación Nacional (RN). Desde marzo de 2018 se desempeña como diputado por el distrito N.º 23.

## Biografía
Nació en Temuco, el 29 de diciembre de 1958. Hijo de Arnaldo Miguel Mellado Muñoz y de Juana Inés Suazo González. Está casado y tiene 2 hijos.
Cursó su educación básica y media en el Colegio de La Salle, en Temuco, egresando en 1976.
Realizó sus estudios superiores en la Universidad Austral de Chile, donde obtuvo el título de Ingeniero Comercial, y el grado académico de Licenciado en Ciencias de la Administración.
En 1997 fundó junto a su esposa la sociedad Ferycec Servicios y Compañía Limitada, una empresa de cobranza judicial entre cuyos clientes más importantes está la Universidad Autónoma de Chile.
Se desempeñó como Director de Extensión y Comunicaciones de la Universidad Autónoma de Chile durante los años 2002 a 2010, ejerciendo también como director ejecutivo del canal de televisión de la misma Universidad. Además, se desempeñó como administrador desde 2014 a 2017.

### Carrera política
Es militante de Renovación Nacional (RN).
En marzo de 2010 fue designado por el presidente Sebastián Piñera como Gobernador de la provincia de Cautín, Región de La Araucanía. Ejerció el cargo entre el 17 de marzo de 2010 y el 15 de agosto de 2013. 
En las elecciones de consejeros regionales de 2013 fue elegido Consejero regional en la Región de La Araucanía, obteniendo la primera mayoría con 20.158 votos, equivalentes al 17,75% de los sufragios. Se desempeñó en ese mismo espacio como presidente del Consejo Regional.
El 18 de noviembre de 2016, renunció a su cargo para presentarse como candidato a diputado.
En las elecciones parlamentarias de 2017 fue elegido diputado de RN representando al 23º Distrito (Carahue, Cholchol, Cunco, Curarrehue, Freire, Gorbea, Loncoche, Nueva Imperial, Padre Las Casas, Pitrufquén, Pucón, Saavedra, Temuco, Teodoro Schmidt, Toltén, Villarrica), Región de La Araucanía, período 2018-2022. Obtuvo 13.708 votos correspondientes a un 5,43% del total de sufragios válidamente emitidos. Asumió el cargo el 11 de marzo de 2018.
Integra las comisiones permanentes de Ciencias y Tecnología; y de Economía, Fomento, Micro, Pequeña y Mediana Empresa, Protección de los Consumidores y Turismo. Es miembro de la Comisión Especial Investigadora "Actuación de organismos policiales, de persecución criminal y de inteligencia en Operación Huracán", y presidente de la Comisión de Economía de la Cámara de Diputadas y Diputados.
Forma parte del Comité Parlamentario Renovación Nacional.

## Controversias
En 1984, arrastraba alrededor de 15 querella por giro doloso de cheques, avaluados, “en cientos de millones de pesos”, por lo que concurrió a Argentina a trabajar para obtener dinero, en la condición de prófugo de la justicia, volviendo a Chile en 1989 con la mayoría de las deudas prescritas.
Nuevamente en 1995, tuvo problemas judiciales, lo que terminó con el remate de un inmueble del cual era propietario, además de querellas por cheques protestados entre 1995 y 1996, donde fue defendido judicialmente por Teodoro Ribera.
En su puesto de Gobernador de la Provincia de Cautín, adjudicó alrededor de 9 licitaciones al Canal de Universidad Autónoma, donde aparecía su firma en ambas partes.
En 2015, fue acusado por Sergio Zúñiga, Concejal de Temuco y periodista del canal Universidad Autónoma, de intervenir en el Canal, a pesar de no tener un puesto en este, censurando a sus contrincantes políticos e interviniendo en decisiones de personal a contratar y despedir en el canal. Todo esto terminó con una demanda laboral por autodespido de Zúñiga en contra del canal, en la que obtuvo un resultado favorable.
Durante la sesión del 9 de mayo de 2023, en una sesión que discutía el reajuste del Salario mínimo, fue acusado de tener una actitud hostil y censura en contra de la dirigente de Unapyme, Gianina Figueroa, luego de que este interrumpiera su intervención, terminando con el diputado cortando la intervención de Figueroa.
El martes 13 de junio de 2023, el presidente Gabriel Boric mantuvo una reunión en Cerro Castillo con ministros y parlamentarios de la Macrozona Sur, en la que hablaban sobre los atentados que ocurren en dicho sector, la cual fue grabada y filtrada a los medios de comunicación, lo que esta penado por la ley como delito. Dos días después, a través de sus redes sociales, Mellado reconoció ser quien había grabado y filtrado la conversación.El 7 de mayo de 2024, luego de la formalización, admitió ser el responsable de la grabación y filtración, logrando una suspensión condicional del procedimiento por un año, a cambio de una donación de $500 000 a una beneficencia y una carta de disculpas al Presidente.

## Historial electoral

### Elecciones parlamentarias de 2017
- Elecciones parlamentarias de 2017 a Diputado por el distrito 23 (Carahue, Cholchol, Cunco, Curarrehue, Freire, Gorbea, Loncoche, Nueva Imperial, Padre Las Casas, Pitrufquén, Pucón, Saavedra, Temuco, Teodoro Schmidt, Toltén y Villarrica)[12]

### Elecciones parlamentarias de 2021
- Elecciones parlamentarias de 2021 a Diputado por el distrito 23 (Carahue, Cholchol, Cunco, Curarrehue, Freire, Gorbea, Loncoche, Nueva Imperial, Padre Las Casas, Pitrufquén, Pucón, Saavedra, Temuco, Teodoro Schmidt, Toltén y Villarrica).[13]